# オープン13
オープン13（Open 13）は、1993年から毎年2月にフランス・ブーシュ＝デュ＝ローヌ県マルセイユにて開催されている男子プロテニスツアーのATPツアートーナメント大会である。サーフェスは室内ハードコート。大会グレードはATPツアー250に属す。「Open 13」という大会名は、開催地のマルセイユが属するブーシュ＝デュ＝ローヌ県のINSEEコード（行政番号）が「13」であることに由来する。

## 大会の歴史
1993年に開始。大会のトーナメント・ディレクターは第1回大会から一貫してフランスの元プロテニス選手であり、地元マルセイユ出身でもあるジャン＝フランソワ・コジョルが務めている。
シングルス部門の最多優勝者は2020年現在マルク・ロセ、トーマス・エンクビスト、ジョー＝ウィルフリード・ツォンガの3人おり、ロセは1993年と1994年の大会連覇と2000年大会の優勝の計3度の優勝、エンクビストは1997年1998年の大会連覇と2002年大会の優勝、ツォンガは2009年・2013年・2017年の計3度の優勝となっている。

## 大会歴代優勝者

### シングルス
| 年   | 優勝                             | 準優勝                           | 試合結果            |
| ---- | -------------------------------- | -------------------------------- | ------------------- |
| 2025 | ウーゴ・アンベール               | ハマド・メジェドビッチ           | 7-6(7-4), 6-4       |
| 2024 | ウーゴ・アンベール               | グリゴール・ディミトロフ         | 6-4, 6-3            |
| 2023 | フベルト・フルカチュ             | バンジャマン・ボンジ             | 6-3, 7-6(7-4)       |
| 2022 | アンドレイ・ルブレフ             | フェリックス・オジェ＝アリアシム | 7-5, 7-6(7-4)       |
| 2021 | ダニール・メドベージェフ         | ピエール＝ユーグ・エルベール     | 6-4, 6-7(4-7), 6-4  |
| 2020 | ステファノス・チチパス           | フェリックス・オジェ＝アリアシム | 6-3, 6-4            |
| 2019 | ステファノス・チチパス           | ミハイル・ククシュキン           | 7-5, 7-6(7-5)       |
| 2018 | カレン・ハチャノフ               | リュカ・プイユ                   | 7-5, 3-6, 7-5       |
| 2017 | ジョー＝ウィルフリード・ツォンガ | リュカ・プイユ                   | 6-4, 6-4            |
| 2016 | ニック・キリオス                 | マリン・チリッチ                 | 6-2, 7-6(7-3)       |
| 2015 | ジル・シモン                     | ガエル・モンフィス               | 6-4, 1-6, 7-6(7-4)  |
| 2014 | エルネスツ・ガルビス             | ジョー＝ウィルフリード・ツォンガ | 7-6(7-5), 6-4       |
| 2013 | ジョー＝ウィルフリード・ツォンガ | トマーシュ・ベルディハ           | 3-6, 7-6(8-6), 6-4  |
| 2012 | フアン・マルティン・デル・ポトロ | ミカエル・ロドラ                 | 6-4, 6-4            |
| 2011 | ロビン・セーデリング             | マリン・チリッチ                 | 6-7(8-10), 6-3, 6-3 |
| 2010 | ミカエル・ロドラ                 | ジュリアン・ベネトー             | 6-3, 6-4            |
| 2009 | ジョー＝ウィルフリード・ツォンガ | ミカエル・ロドラ                 | 7-5, 7-6(7-3)       |
| 2008 | アンディ・マリー                 | マリオ・アンチッチ               | 6-3, 6-4            |
| 2007 | ジル・シモン                     | マルコス・バグダティス           | 6-4, 7-6(7-3)       |
| 2006 | アルノー・クレマン               | マリオ・アンチッチ               | 6-4, 6-2            |
| 2005 | ヨアキム・ヨハンソン             | イワン・リュビチッチ             | 7-5, 6-4            |
| 2004 | ドミニク・フルバティ             | ロビン・セーデリング             | 4-6, 6-4, 6-4       |
| 2003 | ロジャー・フェデラー             | ヨナス・ビョルクマン             | 6-2, 7-6(8-6)       |
| 2002 | トーマス・エンクビスト           | ニコラ・エスクード               | 6-7(4-7), 6-3, 6-1  |
| 2001 | エフゲニー・カフェルニコフ       | セバスチャン・グロジャン         | 7-6(7-5), 6-2       |
| 2000 | マルク・ロセ                     | ロジャー・フェデラー             | 2-6, 6-3, 7-6(7-5)  |
| 1999 | ファブリス・サントロ             | アルノー・クレマン               | 6-3, 4-6, 6-4       |
| 1998 | トーマス・エンクビスト           | エフゲニー・カフェルニコフ       | 6-4, 6-1            |
| 1997 | トーマス・エンクビスト           | マルセロ・リオス                 | 6-4, 1-0, 途中棄権. |
| 1996 | ギー・フォルジェ                 | セドリック・ピオリーン           | 7-5, 6-4            |
| 1995 | ボリス・ベッカー                 | ダニエル・バチェク               | 6-7(2-7), 6-4, 7-5  |
| 1994 | マルク・ロセ                     | アルノー・ブッチ                 | 7-6(8-6), 7-6(7-4)  |
| 1993 | マルク・ロセ                     | ヤン・シーメリンク               | 6-2, 7-6(7-1)       |

### ダブルス
| 年   | 優勝                                                | 準優勝                                                  | 試合結果               |
| ---- | --------------------------------------------------- | ------------------------------------------------------- | ---------------------- |
| 2020 | ニコラ・マユ バセク・ポシュピシル                   | ウェスリー・クールホフ ニコラ・メクティッチ             | 6-3, 6-4               |
| 2019 | ジェレミー・シャルディー ファブリス・マルタン       | マクラクラン勉 マトヴェ・ミドルクープ                   | 6-3, 6-7(4-7), [10-3]  |
| 2018 | レイベン・クラーセン マイケル・ビーナス             | マーカス・ダニエル ドミニク・イングロット               | 6-7(2-7), 6-3, [10-4]  |
| 2017 | ジュリアン・ベネトー ニコラ・マユ                   | ロビン・ハーセ ドミニク・イングロット                   | 6-4, 6-7(9-11), [10-5] |
| 2016 | マテ・パビッチ マイケル・ヴィーナス                 | ジョナサン・エルリック コリン・フレミング               | 6-2, 6-3               |
| 2015 | マリン・ドラガニャ ヘンリ・コンティネン             | コリン・フレミング ジョナサン・マレー                   | 6-4, 3-6, [10-8]       |
| 2014 | ジュリアン・ベネトー エドゥアール・ロジェ＝バセラン | ポール・ハンリー ジョナサン・マレー                     | 4-6, 7-6(8-6), [13-11] |
| 2013 | ロハン・ボパンナ コリン・フレミング                 | アイサム＝ウル＝ハク・クレシ ジャン＝ジュリアン・ロジェ | 6-4, 7-6(7-3)          |
| 2012 | ニコラ・マユ エドゥアール・ロジェ＝バセラン         | ダスティン・ブラウン ジョー＝ウィルフリード・ツォンガ   | 3-6, 6-3, [10-6]       |
| 2011 | ロビン・ハーセ ケン・スクプスキ                     | ジュリアン・ベネトー ジョー＝ウィルフリード・ツォンガ   | 6-3, 6-7(4-7), [13-11] |
| 2010 | ジュリアン・ベネトー ミカエル・ロドラ               | ユリアン・ノール ロベルト・リンドステット               | 6-4, 6-3               |
| 2009 | アルノー・クレマン ミカエル・ロドラ                 | ユリアン・ノール アンディ・ラム                         | 3-6, 6-3, [10-8]       |
| 2008 | マルティン・ダム パベル・ビズネル                   | イブ・アレグロ ジェフ・クッツェー                       | 7-6(7-0), 7-5          |
| 2007 | アルノー・クレマン ミカエル・ロドラ                 | マーク・ノールズ ダニエル・ネスター                     | 7-5, 4-6, [10-8]       |
| 2006 | マルティン・ダム ラデク・ステパネク                 | マーク・ノールズ ダニエル・ネスター                     | 6-2, 6-7(7-4), [10-3]  |
| 2005 | マルティン・ダム ラデク・ステパネク                 | マーク・ノールズ ダニエル・ネスター                     | 7-6(7-4), 7-6(7-5)     |
| 2004 | マーク・ノールズ ダニエル・ネスター                 | マルティン・ダム シリル・スーク                         | 7-5, 6-3               |
| 2003 | セバスチャン・グロジャン ファブリス・サントロ       | トマーシュ・ツィブレツ パベル・ビズネル                 | 6-1, 6-4               |
| 2002 | アルノー・クレマン ニコラ・エスクード               | ジュリアン・ブテー マックス・ミルヌイ                   | 6-4, 6-3               |
| 2001 | ジュリアン・ブテー ファブリス・サントロ             | マイケル・ヒル ジェフ・タランゴ                         | 7-6(9-7), 7-5          |
| 2000 | シーモン・アスペリン ヨハン・ランスベリ             | フアン・イグナシオ・カラスコ ハイロ・ベラスコ・ジュニア | 7-6(7-2), 6-4          |
| 1999 | マックス・ミルヌイ アンドレイ・オルホフスキー       | デイヴィッド・アダムズ パベル・ビズネル                 | 7-5, 7-6(9-7)          |
| 1998 | ドナルド・ジョンソン フランシスコ・モンタナ         | マーク・ケイル T・J・ミドルトン                         | 6-4, 3-6, 6-3          |
| 1997 | トーマス・エンクビスト マグヌス・ラーション         | オリビエ・ドレートル ファブリス・サントロ               | 6-3, 6-4               |
| 1996 | ジャン＝フィリップ・フルーリアン ギヨーム・ラウー   | マリウス・バーナード ピーター・ニューボリ               | 6-3, 6-2               |
| 1995 | デイヴィッド・アダムズ アンドレイ・オルホフスキー   | ジャン＝フィリップ・フルーリアン ロドルフ・ジルベール   | 6-1, 6-4               |
| 1994 | ヤン・シーメリンク ダニエル・バチェク               | マルティン・ダム エフゲニー・カフェルニコフ             | 6-7, 6-4, 6-1          |
| 1993 | アルノー・ブッチ オリビエ・ドレートル               | イワン・レンドル クリスト・ヴァン・レンスベルフ         | 6-3, 7-6               |